# Helen Wallenda
Helen Kreis Wallenda (11 de diciembre de 1910-Sarasota, 9 de mayo de 1996) fue una trapecista y acróbata de origen alemán, más conocida como miembro clave de la compañía original de cuatro miembros de la troupe The Flying Wallendas de la cuerda floja. Era la esposa del acróbata y funambulista Karl Wallenda, y juntos realizaban arriesgados números sin red de seguridad. Kreis era a menudo el pináculo de la pirámide de Wallenda.

## Trayectoria
Kreis nació el 11 de diciembre de 1910 en Alemania y se unió a la compañía Wallenda, dirigida por su futuro marido, Karl Wallenda, a la edad de 16 años. La compañía de los Wallenda se remonta hasta el siglo XVII y eran conocidos por realizar números de cuerda floja entre rascacielos, sobre cañones y entre coches a toda velocidad. En 1928, Kreis debutó en la cúspide de la pirámide Wallenda durante una actuación en el Madison Square Garden, lo que le valió a la compañía una gran ovación con el público en pie que duró 11 minutos. Kreis y Wallenda se casaron en 1935 y siguieron actuando juntos, acompañados de otros miembros de la familia Wallenda.
En 1939, tres días antes del estallido de la Segunda Guerra Mundial, Helen y su esposo viajaron y se establecieron en Estados Unidos. Trabajaron para el Ringling Brothers and Barnum & Bailey Circus hasta 1946 donde realizaban  torres humanas sobre el cable, a pie o en bicicleta y uno de sus mayores hitos fue conseguir una pirámide de 4 personas, en la que dos hombres sentados en bicicletas sobre una cuerda floja sostenían una barra sobre la cual Wallenda se balanceaba en una silla mientras su esposa Kreis se apoyaba sobre sus hombros.
Kreis se retiró de la actuación en 1956. En 1962, se produjo un accidente cuando una pirámide de siete miembros de Wallenda se derrumbó en Detroit, con el resultado de la muerte de dos miembros de la compañía y la parálisis de su hijo Mario. En 1964, su hermana Rietta Grotefent también murió al caer desde la cuerda floja. A lo largo de los años, ocho de los Wallenda murieron mientras actuaban. Su esposo murió de manera fulminante, en 1978, a causa de una caída durante una actuación sobre el alambre en San Juan de Puerto Rico.
Kreis siguió apoyando a su familia y su legado en la cuerda floja, e incluso con 72 años ayudó a su yerno, Mike Morgan, a aprender el número de la cuerda floja. Vivió en Sarasota, Florida, con su familia, cuidando de sus nietos mientras el resto de la familia estaba de gira.
Murió el 9 de mayo de 1996 en Sarasota, Florida, a la edad de 85 años. A Kreis le sobrevivieron sus tres hijos, Carla Wallenda Guzmán, Jenny Wallenda Anderson y Mario Wallenda, así como varios nietos y bisnietos, entre los que se encuentra el también acróbata y funámbulo Nikolas Wallenda.

## Reconocimientos
En la película The Great Wallendas de 1978 del director Larry Elikann, Kreis fue representada por la actriz Taina Elg.
En 1988, la troupe Wallenda fue admitida en el International Circus Hall of Fame, reconociendo la hazaña de realizar una pirámide de 7 personas en equilibrio sobre el alambre. Este galardón reconoce desde 1958 a los más importantes artistas de circo, músicos, promotores, periodistas y dueños de espectáculos circenses del mundo. Los nominados son analizados y escogidos por un jurado, el ganador se anuncia y celebra durante la semana del circo, en el mes de julio en el Peru Circus Winter Quarters, ubicado en Indiana.